# Bol d'incantation

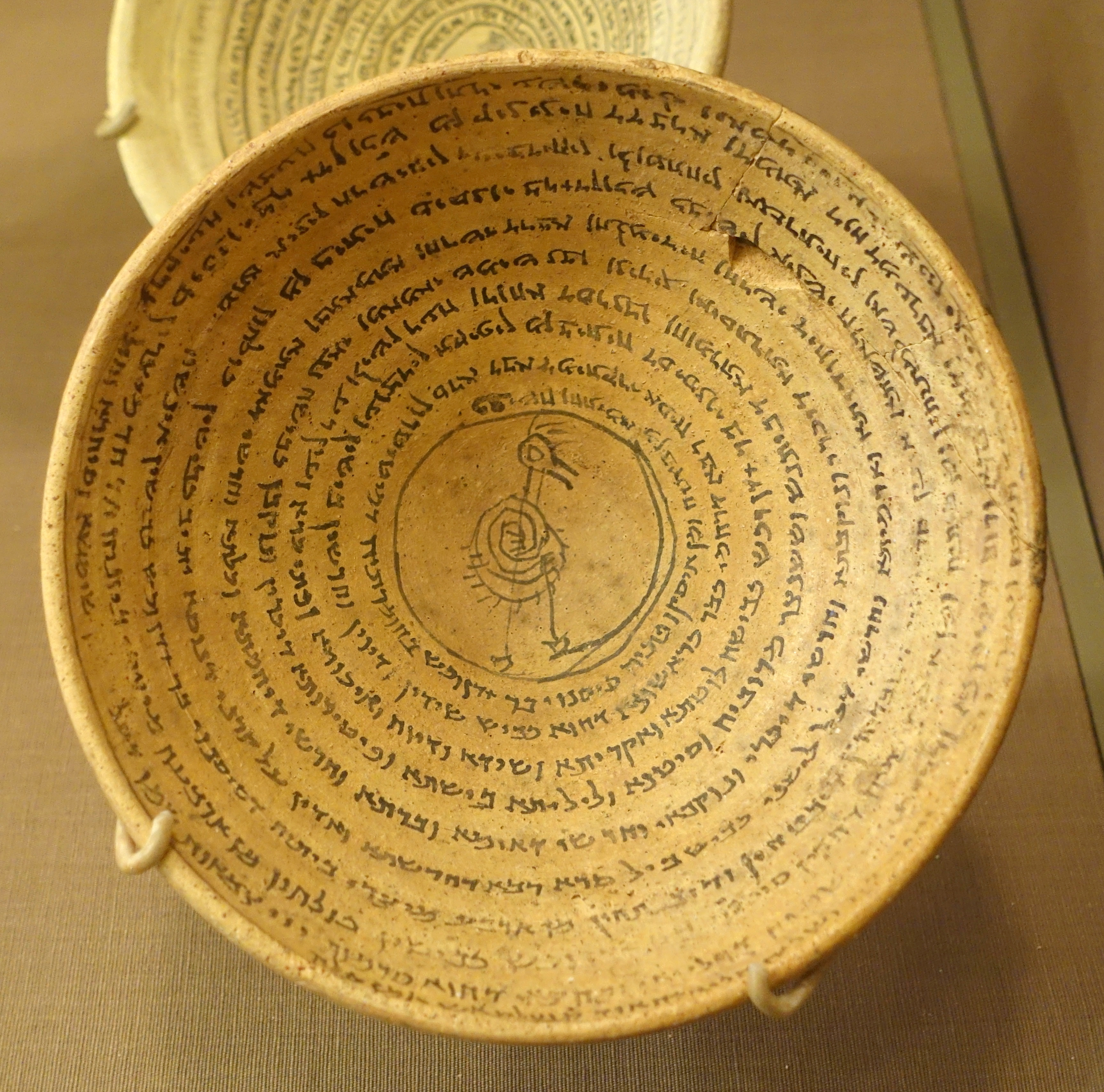
Bol d'incantation en araméen, Nippur (Musée de l'institut oriental de l'université de Chicago).

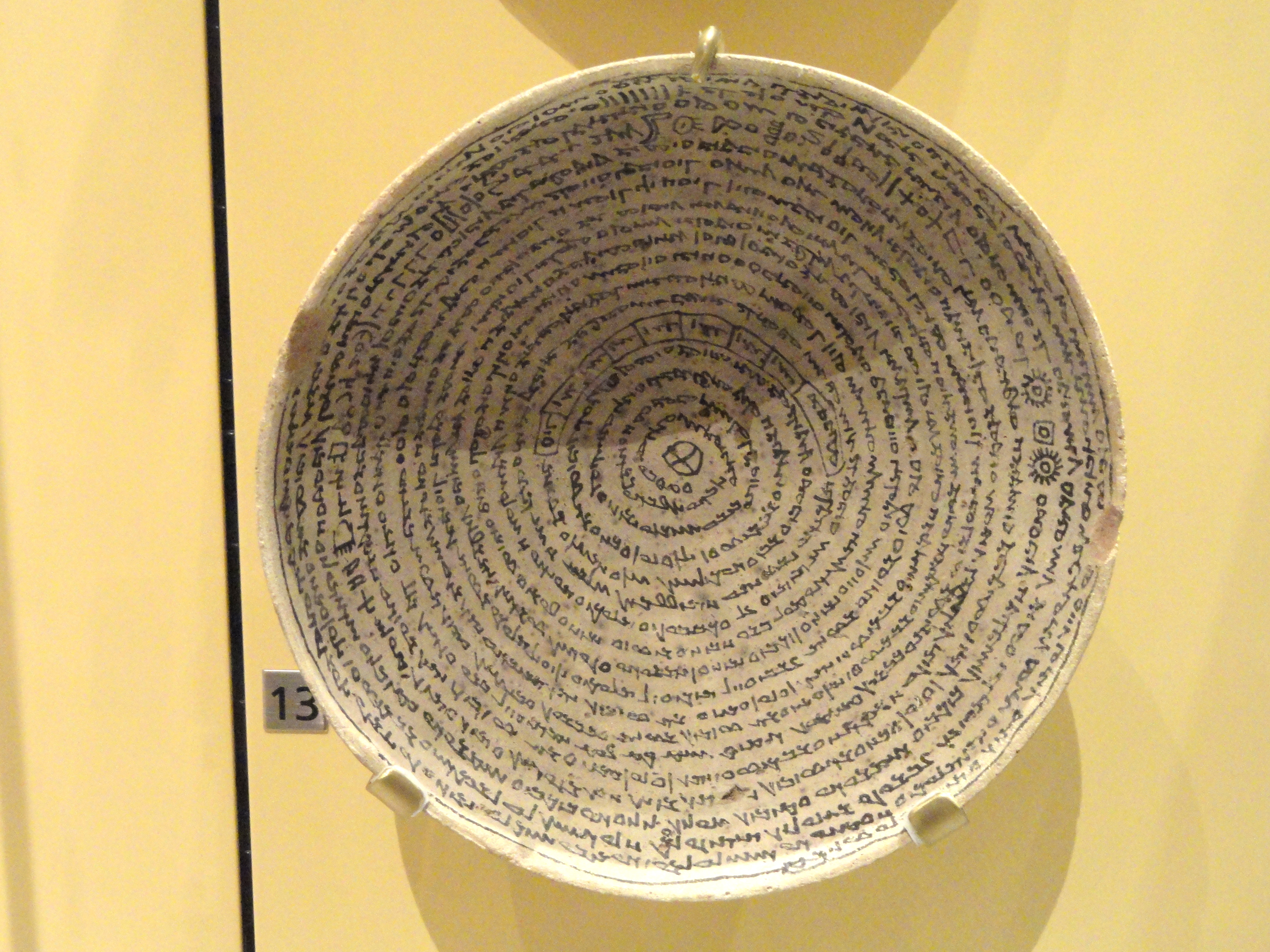
Bol d'incantation en mandéen (Musée royal de l'Ontario).

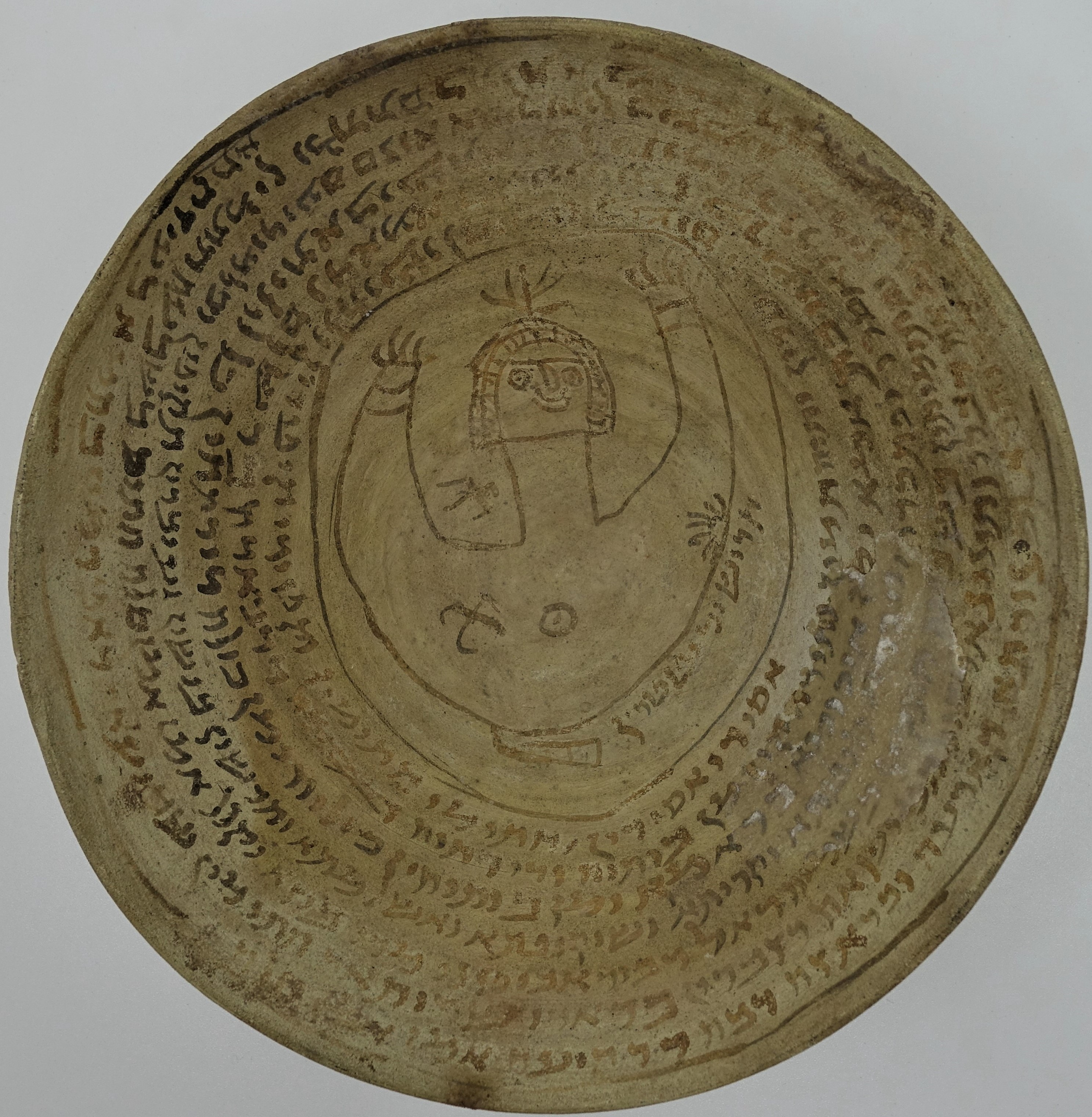
Bol d'incantation inscrit en araméen babylonien, daté entre 400 et 800, dans la collection du Musée juif de Suisse.

Un bol d'incantation, ou coupe magique, est un type d'amulette utilisé en Babylonie pendant l'Antiquité tardive. Il s'agit de vaisselle sur laquelle sont écrites des formules magiques de protection. Les bols d'incantation sont caractéristiques de la période sassanide. Ils sont utilisés dans des communautés diverses, notamment juive, mandéenne et chrétienne. Ils cessent d'être en usage à partir des VIIe – VIIIe siècle avec la conquête arabe.
On recense environ 2 000 bols d'incantation déposés dans des musées ou dans des collections privées. La grande majorité est rédigée en langue araméenne. Certains sont en pehlevi et quelques-uns sont en arabe. La majorité utilise l'écriture araméenne carrée. Environ un quart utilisent l'alphabet mandéen et d'autres l'alphabet syriaque. On considère généralement que les textes en araméen carré proviennent des communautés juives, que les textes en mandéen proviennent des Mandéens et que les textes en syriaque relèvent des Manichéens ou d'autres groupes gnostiques ou chrétiens. Une partie des bols est rédigée dans une pseudo-écriture. Il s'agit peut-être de faux vendus à des clients illettrés.
Les bols portent des formules apotropaïques pour se protéger des différents malheurs tels que la mortalité infantile, la pauvreté ou la maladie. Ils invoquent des puissances surnaturelles pour repousser les démons. Les bols sont déposés dans le sol des maisons, dans des pièces particulières ou aux angles de la maisons, et dans les cimetières. Des indications précisent dans certains cas que les bols sont disposés dans les chambres ou sous le seuil des portes. Les textes sont le plus souvent disposés en spirale et se lisent depuis le centre vers l'extérieur. Parfois la surface du bol est divisée en trois ou quatre et le texte remplit les différentes sections. Le texte peut aussi suivre la forme d'une étoile ou d'une image. Les textes peuvent s'accompagner d'images de démons enchainés pour ajouter au caractère magique de l'objet. Ils mentionnent souvent leurs destinataires, ce qui apporte des renseignements sur l'onomastique en Mésopotamie pendant l'Antiquité tardive. Les thèmes évoqués dans les formules sont empruntés à la Bible, à la Mishna, à la liturgie ou à des œuvres mystiques.